# Sudamerlycaste dyeriana
Sudamerlycaste dyeriana är en orkidéart som först beskrevs av Henry Frederick Conrad Sander och Maxwell Tylden Masters, och fick sitt nu gällande namn av Fredy Archila. Sudamerlycaste dyeriana ingår i släktet Sudamerlycaste och familjen orkidéer. Inga underarter finns listade i Catalogue of Life.